# 山西省人民医院
山西省人民医院 (英語：Shanxi General Hospital)，是一所集医疗、科研、教学、预防、保健、康复为一体的大型综合三级甲等医院，位于中华人民共和国山西省太原市迎泽区双塔寺街29号，建筑面积20.83万平方米，拥有床位2000张，职工2405人。